# Partito Verde Scozzese
Il Partito Verde Scozzese (in inglese Scottish Green Party, in gaelico scozzese Pàrtaidh Uaine na h-Alba, in scots Scots Green Pairty) è un partito politico scozzese che fa parte del Partito Verde Europeo.
Fino al 1990 faceva parte del Partito Verde del Regno Unito, ma ora, anche se continua a lavorare a stretto contatto con gli altri partiti verdi del Regno Unito (Partito Verde di Inghilterra e Galles, Partito Verde dell'Irlanda del Nord) e dell'Irlanda (Partito Verde dell'Irlanda), è completamente indipendente.

## Risultati

### Parlamento europeo
| Anno | Percentuale | Seggi |
| ---- | ----------- | ----- |
| 1999 | 5,8%        | 0 / 8 |
| 2004 | 6,8%        | 0 / 7 |
| 2009 | 7,3%        | 0 / 6 |
| 2014 | 8,1%        | 0 / 6 |
| 2019 | 8,2%        | 0 / 6 |

### Parlamento del Regno Unito
| Anno | Percentuale | Seggi  |
| ---- | ----------- | ------ |
| 2001 | 0,2%        | 0 / 72 |
| 2005 | 1,1%        | 0 / 59 |
| 2010 | 0,7%        | 0 / 59 |
| 2015 | 1,3%        | 0 / 59 |
| 2017 | 0,2%        | 0 / 59 |
| 2019 | 1,0%        | 0 / 59 |
| 2024 | 3,8%        | 0 / 57 |

### Elezioni al Parlamento scozzese

Il verde indica i seggi ottenuti dai verdi alle elezioni parlamentari in Scozia del 2021.

| Anno | Voti    | Percentuale | Seggi   | Posizione | Esito       |
| ---- | ------- | ----------- | ------- | --------- | ----------- |
| 1999 | 84.024  | 3,6%        | 1 / 129 | Quinto    | Opposizione |
| 2003 | 132.138 | 6,9%        | 7 / 129 | Quinto    | Opposizione |
| 2007 | 82.584  | 4,0%        | 2 / 129 | Quinto    | Opposizione |
| 2011 | 87.060  | 4,4%        | 2 / 129 | Quinto    | Opposizione |
| 2016 | 150.426 | 6,6%        | 6 / 129 | Quarto    | Opposizione |
| 2021 | 220.324 | 8,1%        | 8 / 129 | Quarto    | Maggioranza |
| 2021 | 220.324 | 8,1%        | 8 / 129 | Quarto    | Opposizione |